# Coudray, Eure

Coudray este o comună în departamentul Eure, Franța. În 1 ianuarie 2022 avea o populație de 217 de locuitori.